# ポピーとよさか

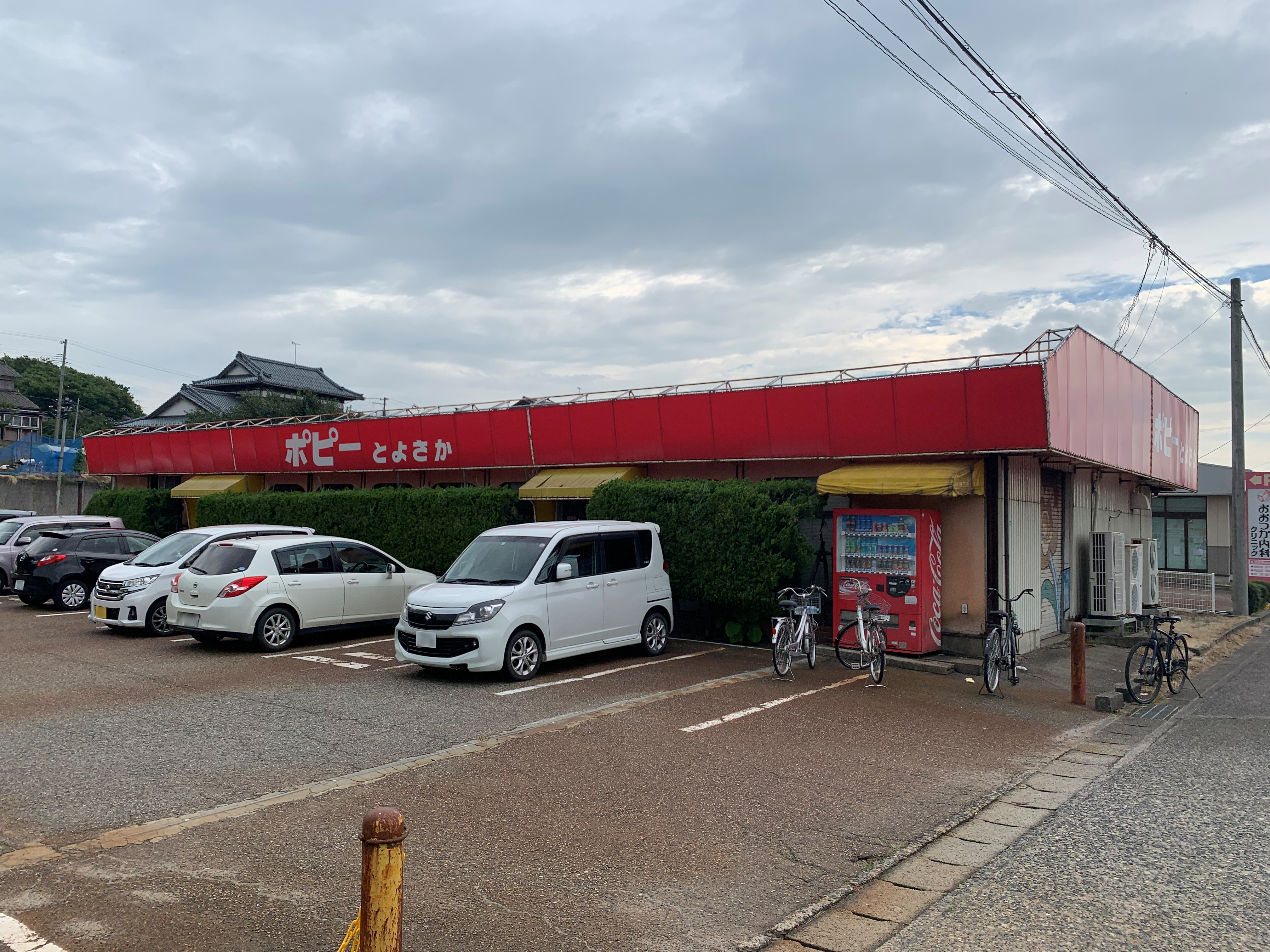
ポピーとよさか

ポピーとよさかは、新潟県新潟市北区内島見にあるドライブイン。

## 概要
1980年に開店したドライブインである。60坪の店のアーケードゲームが並ぶ一角に、開店当初から使用しているトーストサンドの自動販売機と、代替わりしているが中古品を購入して使っているうどん・そばの自動販売機がある。自動販売機は従業員が手入れしているが、ランプの誤動作が起こるなどトラブルが絶えなく、メーカーが生産を中止しているため、壊れてしまえば後がない。それでも店を運営する社長は「機械が続く限りは大切にしたい」「機械が壊れるまでは続けたい」と語っている。
トーストサンドの自動販売機は、新潟県内には「ポピーとよさか」と、燕市にある「公楽園」の2箇所にあるが、新潟県以北にはないため、「北限のトースト」とされる。また、富士電機のめん類自販機も稼働しており、新潟県内でトーストサンド自販機とうどん・そばのめん類自販機の両方が稼働しているのはここだけになっている。トーストは従業員が毎日交代で自動販売機に仕込んでいる。また、めん類自販機は、自販機内で湯切りをし、かき揚げまで乗せて出てくるシステムである。
赤字続きで閉店を考えていた2014年頃にレトロ自販機が雑誌記事で紹介されたことで、ネットで話題となった。現在は、レトロ自販機を目当てに県内外から人が訪れ、懐かしさを求める客のほか、インターネット上での投稿を目的に自販機などの写真を撮る人も多い。昭和時代のノスタルジックな雰囲気と非日常感を味わえる施設として、全国からファンを集めている。店を運営する社長は「手間がかかっても手作りにこだわってきたことが、人気を集められた要因の一つではないか」と語っている。
マルチクリエイターの魚谷裕介は著書「日本懐かし自販機大全」でこのドライブインを紹介しており、「昭和の空気が残る貴重なスポットだと思う。調べたところ、トースト自販機は全国で約20台、うどん・そばは約70台しか稼働していない。二つの自販機が一緒に動く姿は珍しいんですよ。」「最近は若い世代のファンもいる。機械そのものではなく、手作りの食事や人のぬくもりに『懐かしさ』や風情を感じているのだろう」と語っている。